# Manses
Manses är en kommun i departementet Ariège i regionen Occitanien i södra Frankrike. Kommunen ligger  i kantonen Mirepoix som ligger i arrondissementet Pamiers. År 2022 hade Manses 128 invånare.

## Befolkningsutveckling
Antalet invånare i kommunen Manses
Referens: INSEE